# Mary i la flor de la bruixa
Mary i la flor de la bruixa (メアリと魔女の花, Meari to Majo no Hana) és una pel·lícula d'animació japonesa de fantasia del 2017 coescrita i dirigida per Hiromasa Yonebayashi, produïda pel fundador de Studio Ponoc, Yoshiaki Nishimura, animada per Studio Ponoc i distribuïda per Toho al Japó. Basada en el llibre de 1971 The Little Broomstick de Mary Stewart, va ser la primera pel·lícula de Studio Ponoc.
La pel·lícula es va estrenar al Japó el 8 de juliol de 2017 i es va estrenar en català al canal SX3 el 29 de març de 2023.

## Argument
La Mary Smith se'n va a viure al nord d'Anglaterra, a casa de la seva bestia Charlotte. Els seus pares hi aniran més tard, però de moment ella s'ha de quedar sola amb la bestia i la minyona, la senyoreta Banks. Són les vacances d'estiu, el poble està mig buit i la Mary s'avorreix molt, tota sola. Tot el que intenta fer li surt malament, vol ajudar tothom però és molt maldestre i no paren de passar-li desgràcies. Un dia, seguint dos gats del seu veí de dotze anys, en Peter, s'endinsa al bosc i troba unes flors molt boniques i estranyes, i més tard una escombra de la seva mida que tot d'una es posa a volar i se l'emporta cap a un món on predomina la màgia.

## Personatges
Mary Smith
Veu: Hana Sugisaki  (japonès), Marta Moreno (català)
Una nena d'onze anys, el personatge principal d'aquesta història. És innocent i curiosa. Té els cabells vermells lligats en dos rams al costat, ulls blaus i pigues. Es trasllada a la casa vermella, on viu la seva bestia Charlotte, però no fa res bé i passa els dies frustrada i angoixada. Un dia, troba una flor especial al bosc que finalment la porta a la Universitat Endor.
Peter
Veu: Ryunosuke Kamiki  (japonès), Cesc Martínez (català)
Un nen de 12 anys que reparteix diaris al poble. El segresta la senyora Mumblechook i s'escapa de la Universitat Endor amb la Mary.
Senyora Mumblechook
Veu: Yūki Amami  (japonès), Victòria Pagès (català)
És la directora de la Universitat Endor, vol utilitzar la flor vol nocturn per fer experiments de transformació màgica.
Doctor Dee
Veu: Fumiyo Kohinata  (japonès), Pep Anton Muñoz (català)
Professor i científic boig d'Endor. Està estudiant experiments de transformació i cerca la flor vol nocturn amb la Mumblechook.
Charlotte
Veu: Shinobu Otake  (japonès), Roser Aldabó (català)
És la bestia de la Mary, mestressa de la casa. Ajuda la Mary quan està en perill.
Senyoreta Banks
Veu: Eri Watanabe  (japonès), Rosa Guillén (català)
Minyona de la casa vermella.
Zebeedee
Veu: Kenichi Endō  (japonès), Joan Pera (català)
És el jardiner de la finca. Explica a la Mary els secrets de la flor vol de nit.
Bruixa dels cabells vermells
Veu: Hikari Mitsushima  (japonès), Irene Miras (català)
La versió jove de la Charlotte, una bruixa que va robar les llavors de la flor vol de nit. Com la Mary, era una estudiant de la Universitat Endor. Va descobrir els experiments perillosos que la Senyora Mumblechook i el Doctor Dee amb la flor vol de nit. Després d'un experiment que van fer amb una companya seva, va agafar totes les llavors i va fugir, però les va acabar perdent juntament amb l'escombra. A partir de llavors, va portar una vida normal.
Flanagan
Veu: Jiro Sato  (japonès), Santi Lorenz (català)
El professor d'escombra que repara l'escombra de la Mary.

## Producció
Mary i la flor de la bruixa es va estrenar en un total de 458 cinemes al Japó el 8 de juliol de 2017, de mà de la distribuïdora Toho. Altitude Film Sales va anunciar al Festival Internacional de Cinema de Berlín que n'havia adquirit els drets per a tot el món.
A Espanya Selecta Visión va adquirir-ne els drets i es va estrenar el 7 de setembre de 2018 als cinemes. Es va estrenar en català al canal SX3 el 29 de març de 2023.
La pel·lícula va sortir a la venda en format DVD, Blu-ray, Digital HD i 4K Ultra HD per Walt Disney Japan el 20 de març de 2018.

### Música
El compositor Takatsugu Muramatsu, que també va escriure l'última pel·lícula de Yonebayashi, Omoide no Marnie, es va encarregar de la banda sonora de Mary i la flor de la bruixa. Joshua Messick, un dels intèrprets més importants del món de dulcimer, va participar en l'enregistrament de les cançons.
El tema principal de la pel·lícula és "Rain", interpretat per Sekai no Owari.

## Rebuda

### Recaptació de taquilla
La pel·lícula va recaptar 2,4 milions de dòlars als Estats Units i el Canadà, i 38,6 milions de dòlars a altres països (incloent-hi 27,6 milions al Japó, 3,8 milions a Corea del Sud, 2,9 milions a la Xina i 2,6 milions a França), per a un total a escala mundial de 41 milions de dòlars.
Al Japó, la pel·lícula va obrir en segon lloc, recaptant 428 milions de iens el primer cap de setmana; un augment en comparació amb la pel·lícula anterior de Yonebayashi, Omoide no Marnie (2014), que va recaptar 378,86 milions de iens el primer cap de setmana.
A la preestrena dels Estats Units del dijous 18 de gener de 2018 va recaptar 1,2 milions de dòlars en 573 sales. Després va continuar en 161 sales durant el cap de setmana i va recaptar 329.097 dòlars, de manera que la seva recaptació bruta aquests quatre dies va ser d'1,5 milions de dòlars.

### Crítica
Al lloc web especialitzat Rotten Tomatoes la pel·lícula té una aprovació del 87%, basant-se en 75 crítiques, i una qualificació mitjana de 6,9 sobre 10. Al lloc web Metacritic la pel·lícula té una nota de 75 sobre 100, basada en 23 ressenyes.